# 新潟県立十日町高等学校
新潟県立十日町高等学校（にいがたけんりつ とおかまちこうとうがっこう、英: Niigata Prefectural Tookamachi Senior High School）は、新潟県十日町市に所在する県立高等学校である。愛称は「十高」（じっこう）。

## 概要

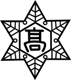
校章

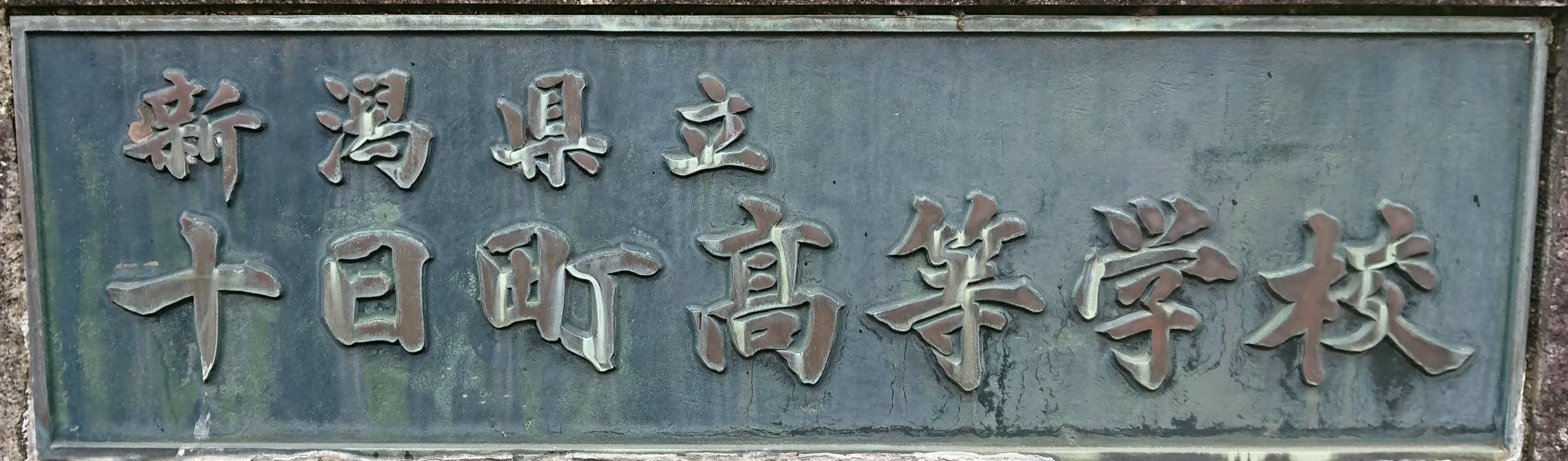
学校表示

本校の前身は1926年に設置された（旧制）新潟縣立十日町中學校である。制服は男子が黒の学生服、女子が紺色のブレザーである。
近年は上級学校への進学率も高く、国公立大学（新潟大学など）や私立大学へ進学する生徒が多く見られる 一方で、民間への就職者や地方公務員として地方自治体に就職する生徒も若干数見受けられる。
なお、分校として新潟県立安塚高等学校の閉校に先立ち、2015年に同校から移管された新潟県立十日町高等学校松之山分校がある。松之山分校については新潟県教育委員会「令和5年度～令和7年度 県立高校等再編整備計画」により、2023年度に新潟県立松代高等学校に統合され募集停止となる。

### 校歌
作詞：堀口大學・作曲：團伊玖磨

## 設置課程
- 全日制課程
  - 普通科
- 定時制課程

## 沿革
- 1926年4月28日 - 新潟縣立十日町中學校として開校する。十日町尋常高等小學校を仮校舎とする。
- 1927年 - 独立校舎竣工により移転。
- 1948年4月1日 - 学制改革により新潟縣立十日町高等學校となる。工業科を併設。
- 1950年4月1日 - 県立高校再編により、新潟県立十日町高等学校と新潟県立十日町女子高等学校（旧：新潟県立十日町高等女学校）を統合、1校2校舎制となる（旧：男子校舎を東校舎、旧：女子校舎を西校舎と称す）。
- 1950年12月1日 - 通学区域設定、中魚沼郡を通学区とする。
- 1957年 - 校歌制定
- 1962年4月1日 - 両校分離独立。東校舎を新潟県立十日町高等学校、西校舎を新潟県立十日町実業高等学校となる。定時制課程設置。
- 1963年4月1日 - 男女共学開始。
- 1977年4月1日 - 川西分校独立、新潟県立川西高等学校が開校。
- 2001年8月 - 第83回全国高等学校野球選手権大会に出場。
- 2004年10月23日 - 新潟県中越地震が発生。西体育館、東体育館の水銀灯落下、グラウンドが避難場所となる。数日臨時休校。
- 2005年 - 創立80周年記念式典挙行。
- 2015年 - 新潟県立安塚高等学校の募集停止にともない、松之山分校が本校に移管される。
- 2016年4月1日 - かつて本校の分校から独立開校した新潟県立川西高等学校が再併合される。
- 2023年 - 松之山分校が新潟県立松代高等学校に統合され募集停止[3]。
- 2025年 - 松之山分校が閉校。

## 部活動

### 運動部
- 野球部
- 陸上競技部
- アルペンスキー部
- クロスカントリースキー部
- 水泳部
- バレーボール部
- バスケットボール部
- 硬式テニス部
- ソフトテニス部
- バドミントン部
- サッカー部
- 柔道部
- 剣道部
- 空手道部
- 体操部
- 卓球部

### 文化部
- 写真部
- 吹奏楽部
- 演劇部
- 書道部
- 美術部
- 漫研部
- 文芸部
- 英語部
- 生物部
- 理学部
- 相撲同好会
- 家庭科同好会

### 全国大会出場した部
- クロスカントリースキー部
- アルペンスキー部
- 野球部 - 2001年に甲子園出場。
- 陸上部
- 駅伝部
- 空手道部
- ソフトテニス部
- 相撲部
- 生物部

## 著名な出身者
- 大溪洗耳（書家）
- 桂歌助（落語家）
- 金澤聡（仙台放送アナウンサー）
- 小林雅幸（陸上競技選手）
- しげの秀一（漫画家）
- 白川勝彦（弁護士・元：代議士・自治大臣・国家公安委員長）
- 高野千恵（歌手）
- 大渕隆（北海道日本ハムファイターズスカウト）
- 西野健一（元：MANZAI-C）（中退）
- 高橋幸治（俳優）
- 藤田嘉宏（元：山口放送・新潟総合テレビアナウンサー）
- 庭野正之助（実業家・元：日本鉱業（現：JXTGホールディングス）社長・会長・日本鉱業協会会長）
- 金子学（お笑い芸人・うしろシティ）
- 飯塚昌明（作曲家・ギタリスト）
- 中島翔子（プロレスラー）
- 三沢千代治（実業家・MISAWA・international株式会社代表取締役社長、株式会社MISAWA代表取締役会長。）[5]

## 交通・アクセス方法
- JR東日本（飯山線）・北越急行（ほくほく線）・十日町駅より西へ約950m[6]（徒歩：約11分[6]）
- 越後交通・南越後観光バス「十日町高校入口」バス停より徒歩：約3分